# Жан Гійом Авдінет-Сервіль
Жан Гійо́м Авдіне́т-Серві́ль (11 листопада 1775 , Париж  — 27 березня 1858 , Ла-Ферте-су-Жуарр ) — французький натураліст та ентомолог.